# Ihor Belanov
Ihor Ivanovyč Belanov, ukrajinsky Ігор Іванович Беланов, často psán i jako Igor Belanov (* 25. září 1960 Oděsa) je bývalý sovětský fotbalista ukrajinské národnosti.

## Kariéra
Hrál na pozici ofenzivního záložníka. Roku 1986 získal Zlatý míč pro nejlepšího fotbalistu Evropy. S Dynamem Kyjev vybojoval v sezóně 1985/86 Pohár vítězů pohárů (byl nejlepším střelcem tohoto ročníku), dvakrát vyhrál sovětskou ligu (1985, 1986) a dvakrát sovětský pohár (1985, 1987), s reprezentací Sovětského svazu roku 1988 získal stříbrnou medaili na mistrovství Evropy, zúčastnil se s ní i mistrovství světa roku 1986, odehrál za ni celkem 33 zápasů a vstřelil 8 branek. Působení: SKA Oděssa (1979–1980), Čornomorec Oděsa (1981–1984), Dynamo Kyjev (1985–1989), Borussia Mönchengladbach (1989–1991), Eintracht Braunschweig (1990–1994), Čornomorec Oděssa (1995–1996), Metalurg Mariupol (1995–1997). Po skončení hráčské kariéry se vrhl na obchod a roku 2003 se stal majitelem švýcarského klubu FC Wil. Angažoval do trenérské pozice mj. i českého trenéra Tomáše Matějčka, proti čemuž se ale vzbouřili hráči. Belanov pak kvůli špatné atmosféře v klubu svou majoritu akcií raději prodal.

## Vyznamenání
- Řád za zásluhy I. třídy (Ukrajina, 14. května 2016)[1]